# Ping Pong (manga)
Ping Pong (ピンポン?, Pin Pon) è un manga seinen scritto e disegnato da Taiyō Matsumoto serializzato sulla rivista Big Comic Spirits di Shōgakukan dal 1996 al 1997, e raccolto in cinque volumi. Nel 2002 ne fu tratto un film omonimo. Un adattamento anime prodotto da Tatsunoko Production e diretto da Masaaki Yuasa è stato trasmesso dall'11 aprile al 20 giugno 2014 nel contenitore noitaminA di Fuji TV. In Italia i diritti dell'anime sono stati acquistati da Dynit, che lo ha trasmesso in streaming in latecast in versione sottotitolata su VVVVID, mentre l'edizione italiana del manga è stata annunciata a febbraio 2017 dall'etichetta Hikari di 001 Edizioni con vendita a partire dal 22 febbraio 2018 al 29 giugno dello stesso anno.

## Trama
La storia è incentrata su Tsukimoto ("Smile") e Hoshino ("Peko"), amici d'infanzia che giocano a ping pong sin da quando erano studenti delle elementari. Tsukimoto - l'impassibile ragazzo con gli occhiali, descritto come un robot da tutti quelli che lo conoscono - gioca "per ammazzare il tempo"; Hoshino - l'appassionato e carismatico 'eroe' che Tsukimoto idolatrava durante la loro infanzia - gioca perché "ama il ping pong e odia perdere".

## Personaggi
Makoto Tsukimoto/"Smile" (月本 誠/スマイル?, Tsukimoto Makoto/Sumairu)
Doppiato da: Kōki Uchiyama
Un adolescente tranquillo e riservato che viene soprannominato Smile per via del suo atteggiamento stoico. Smile è un giocatore estremamente abile a cui spesso manca la spinta e la spietatezza necessarie per vincere. Nonostante ciò il suo talento viene riconosciuto da molti, tra cui Koizumi, Kong e Kazama.
Yutaka Hoshino/"Peco" (星野 裕/ペコ?, Hoshino Yutaka/Peko)
Doppiato da: Fukujūro Katayama
L'amico d'infanzia di Smile che a differenza sua ama essere al centro dell'attenzione e si mostra sia presuntuoso che spensierato. Inizialmente è considerato uno dei migliori giocatori della squadra del liceo Katase ma con il tempo inizia a ricredersi a seguito di un paio di sconfitte inaspettate. Gli piace fare spuntini con diversi cibi spazzatura.
Ryūichi Kazama/"Dragon" (風間 竜一/ドラゴン?, Kazama Ryūichi/Doragon)
Doppiato da: Shunsuke Sakuya
Il capitano della squadra del liceo Kaio nonché un fuoriclasse. Kazama è un atleta dedicato e intimidatorio che gode nell'ottenere la vittoria sopra ogni altra cosa. La sua abilità e forza riescono a sopraffare persino gli avversari di alto livello e per questo gli è valso il soprannome di Dragon. Kazama tenta di reclutare Smile nella squadra del liceo Kaio dopo aver notato il suo potenziale.
Manabu Sakuma/"Akuma" (佐久間 学/アクマ?, Sakuma Manabu/Akuma)
Doppiato da: Subaru Kimura
Un rivale d'infanzia di Peco e un membro della squadra del liceo Kaio. Sakuma manca di talento naturale ma cerca di compensare con il suo grande impegno. Ha una vena combattiva ed è ossessionato dal battere Peco oltre a mettersi alla prova.
Kong Wenge/"China" (孔 文革/チャイナ?)
Doppiato da: Yousei Bun
Uno studente trasferito dalla Cina che è stato espulso dalla nazionale. Il suo obiettivo iniziale è quello di tornare in patria dopo essersi riscattato all'estero mostrando le sue vere capacità. Kong maschera i suoi sentimenti di vergogna e risentimento grazie alla fiducia che prova in se stesso. Gioca nella squadra del liceo Tsujido.
Jō Koizumi/"Butterfly Joe" (小泉 丈/バタフライジョー?, Koizumi Jō/Batafurai Jō)
Doppiato da: Yusaku Yara
L'anziano allenatore della squadra del liceo Katase. Sebbene il suo comportamento a volte sia sciocco, mostra un grande impegno per lo sport e può essere esigente con i suoi giocatori. Koizumi è molto interessato a Smile e decide di costringere il giovane a raggiungere il suo potenziale con ogni mezzo necessario.
Obaba (オババ?, Obaba)
Doppiata da: Masako Nozawa
La proprietaria in pensione del club di Ping Pong dove Smile e Peco hanno imparato a giocare lo sport da bambini. Si prende cura dei due giovani nonostante il suo carattere duro e stanco. È una fumatrice accanita.
Ota (大田?)
Doppiato da: Takanori Hoshino
Capitano della squadra del liceo Katase, meglio noto per la sua acconciatura insolita piuttosto che per le sue capacità atletiche. Aiuta a gestire il negozio di elettrodomestici di famiglia ed è spesso occupato con lavori saltuari dopo la scuola.
Masayuki Sanada (真田 昌幸?, Sanada Masayuki)
Doppiato da: Kenji Hamada
Il secondo miglior giocatore della squadra di Kaio, che invidia segretamente Kazama e spera un giorno di diventare suo rivale.
Shuji Nekota (猫田 修二?, Nekota Shūji)
Doppiato da: Kenta Ōkuma
Un altro dei migliori giocatori del liceo Kaio.
Ryū Kazama (風間 竜?, Kazama Ryū)
Doppiato da: Shinji Ogawa
Capostipite della famiglia Kazama, presidente del liceo Kaio e nonno di Ryūichi. È un abile uomo d'affari ed ex giocatore professionista che non tollera il fallimento.
Taku Kazama (風間 卓?, Kazama Taku)
Doppiato da: Akihiko Ishizumi
Il padre di Yurie, lo zio di Ryūichi e allenatore della squadra del liceo Kaio.
Yurie (百合枝?)
Doppiata da: Ayako Kawasumi
La cugina di Ryūichi. È una ragazza alla moda che prova qualcosa per il cugino.
Michio Tamura (田村 道夫?, Tamura Michio)
Doppiato da: Takahiro Shimada
Il figlio di Obaba; allena giocatori professionisti di ping pong.
Egami (江上?)
Doppiato da: Kenjirō Tsuda
Un giocatore coetaneo di Smile e Peco. È un tipo irrequieto e tende ad arrendersi facilmente dinanzi alle difficoltà.

## Stile

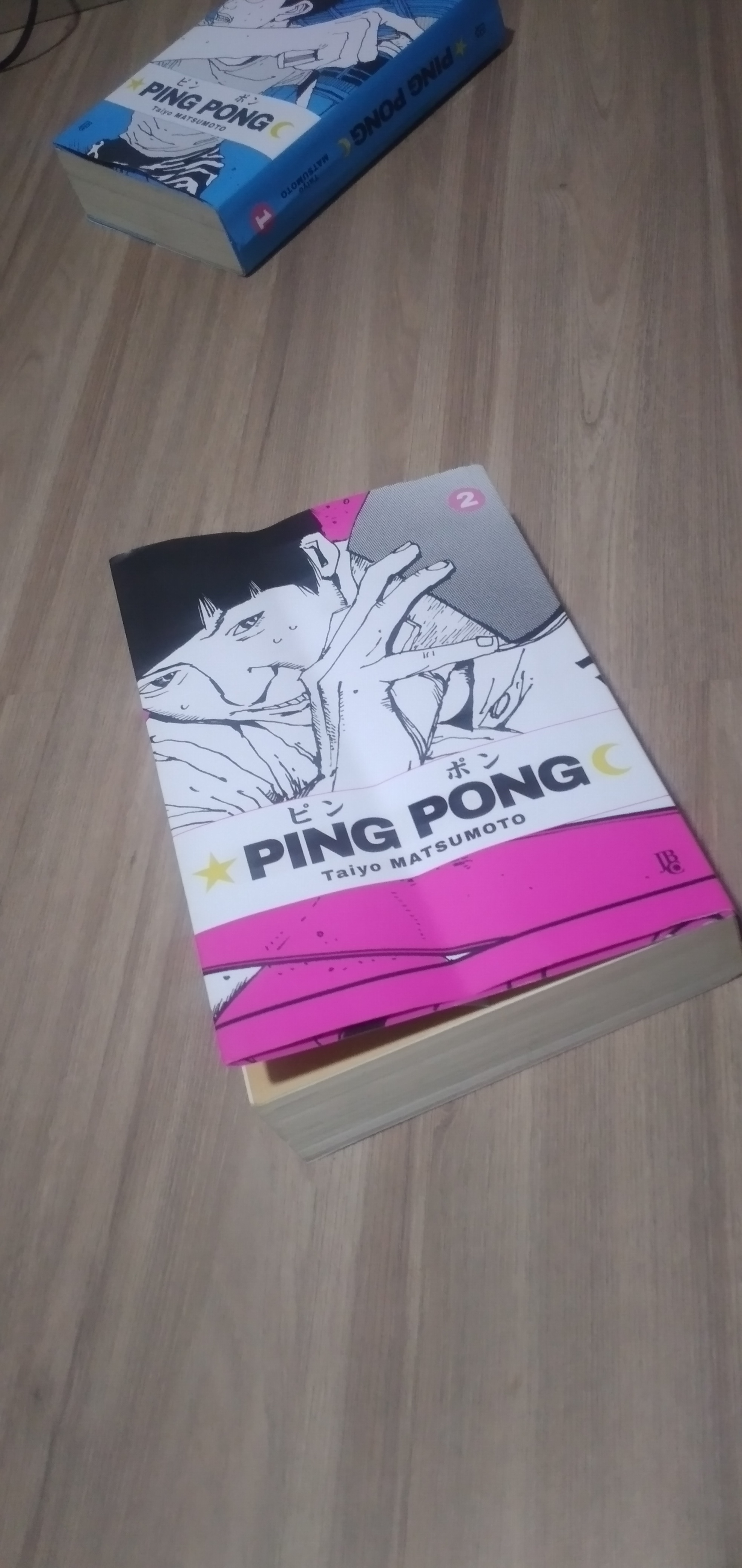
I due volumi del manga basati sull'edizione Full Game.

Ping Pong, come Zero e Hanaotoko, fa parte delle opere di Taiyō Matsumoto che si inseriscono nel quadro degli shōnen manga e dei seinen manga. Pur essendo stati concepiti tenendo conto della pressione degli editori, i quali richiedevano che si adattasse agli standard dell'industria, i lavori di Matsumoto sono visti come "meta manga", fumetti che spesso criticano i generi all'interno dei quali operano, in questo caso lo spokon.
Altrettanto peculiare è lo stile nel disegno: espressivo, surreale, non conforme alle convenzioni di bellezza dei manga. Matsumoto disegna a mano libera, con linee abbozzate e ondeggianti. Spesso utilizza primi piani estremi con prospettive ispirate a un obiettivo fisheye, che creano un effetto cinematografico ed estremamente movimentato. In Ping Pong sperimenta anche la composizione delle vignette, utilizzandola ad esempio per evocare la sensazione di velocità attraverso i suoi tagli diagonali e dinamici.
Matsumoto ha citato Moebius, Enki Bilal, Katsuhiro Ōtomo, Shōtarō Ishinomori e Tsuchida Seiki come influenze sul suo lavoro. È inoltre stato influenzato dal movimento New Wave nei manga.

## Media

### Manga
Il manga, scritto e disegnato da Taiyō Matsumoto, è stato serializzato sulla rivista Big Comic Spirits edita da Shōgakukan dal 1996 al 1997. La stessa casa editrice ha poi raccolto i vari capitoli in cinque volumi tankōbon pubblicati tra il 30 luglio 1996 e il 30 agosto 1997. Il manga è stato poi ripubblicato in tre volumi tra il 14 luglio e il 10 agosto 2012. Sempre Shōgakukan ha ripubblicato un'edizione in due volumi denominata Ping Pong: Full Game (ピンポン フルゲームの?, Pin Pon Furu Gēmu no) il 1º aprile 2014.
In Italia la serie è stata annunciata nel febbraio 2017 e pubblicata da 001 Edizioni sotto l'etichetta Hikari Edizioni dal 22 febbraio al 29 giugno 2018. Durante il Lucca Comics & Games 2022 Edizioni BD ha annunciato che pubblicherà una nuova edizione della serie che si baserà su quella giapponese del 2014.

#### Volumi
| Nº | Data di prima pubblicazione | Data di prima pubblicazione | Data di prima pubblicazione | Data di prima pubblicazione |
| Nº | Giapponese                  | Giapponese                  | Italiano                    | Italiano                    |
| -- | --------------------------- | --------------------------- | --------------------------- | --------------------------- |
| 1  | 30 luglio 1996              | ISBN 4-09-184736-6          | 22 febbraio 2018            | ISBN 978-88-7182-015-6      |
| 2  | 30 novembre 1996            | ISBN 4-09-184737-4          | 8 marzo 2018                | ISBN 978-88-7182-026-2      |
| 3  | 28 febbraio 1997            | ISBN 4-09-184738-2          | 6 aprile 2018               | ISBN 978-88-7182-030-9      |
| 4  | 30 giugno 1997              | ISBN 4-09-184739-0          | 25 maggio 2018              | ISBN 978-88-7182-033-0      |
| 5  | 30 agosto 1997              | ISBN 4-09-184740-4          | 29 giugno 2018              | ISBN 978-88-7182-034-7      |

### Film Live-action
Un adattamento cinematografico live-action diretto dal regista giapponese Fumihiko Sori è uscito nel 2002.

### Anime

Logo della serie

Un adattamento anime prodotto dallo studio Tatsunoko Production e diretto da Masaaki Yuasa è stato trasmesso in Giappone dall'11 aprile al 20 giugno 2014 nel contenitore noitamina di Fuji TV per un totale di 11 episodi. La sigla d'apertura è Tada hitori (唯一人? lett. "Tutto solo") di Bakudan Johnny, mentre quelle di chiusura sono "Ano Hero to" bokura ni tsuite ("あのヒーローと" 僕らについて?, "Ano Hīrō to" bokura ni tsuite, lett. ""Noi e quell'eroe"") (ep. 1-4, 8 e 10-11) e "Ano yoake mae no" bokura ni tsuite ("あの夜明け前の" 僕らについて? lett. "Noi e quell'alba") (ep. 5-7 e 9) entrambe dei Merengue.
In Italia i diritti della serie sono stati acquistati da Dynit che l'ha trasmessa nel luglio 2015 in streaming in latecast in versione sottotitolata sul portale VVVVID.

#### Episodi
| Nº | Titolo italiano Giapponese 「Kanji」 - Rōmaji | In onda        | In onda |
| Nº | Titolo italiano Giapponese 「Kanji」 - Rōmaji | Giapponese     |         |
| 1  | Il vento copre tutti i suoni 「風の音がジャマをしている」 - Kaze no oto ga jama o shiteiru                                                                             | 11 aprile 2014 |         |
| 2  | Smile è un robot 「スマイルはロボット」 - Smile wa Robotto | 18 aprile 2014 |         |
| 3  | Dare la vita per il tennis tavolo è rivoltante 「卓球に人生をかけるなんて気味が悪い」 - Takkyuu ni jinsei o kakeru nante kimi ga warui                                 | 25 aprile 2014 |         |
| 4  | L'unico modo per essere sicuri di non perdere è non combattere 「絶対に負けない唯一の方法は闘わないことだ」 - Zettai ni makenai yuiitsu no hōhō wa tatakawanai koto da | 2 maggio 2014  |         |
| 5  | Dove ho sbagliato? 「どこで間違えた?」 - Doko de machigaeta? | 9 maggio 2014  |         |
| 6  | Tu ami il ping pong più di chiunque altro! 「おまえ誰より卓球好きじゃんよ!!」 - Omae dare yori takkyū sukij an yo!!                                                    | 16 maggio 2014 |         |
| 7  | Yes, My Coach! 「イエス マイコーチ」 - Iesu Mai Kōchi | 23 maggio 2014 |         |
| 8  | Eroe, appari! 「ヒーロー見参」 - Hero kenzan | 30 maggio 2014 |         |
| 9  | Mi viene un po' da piangere 「少し泣く」 - Sukoshi naku | 6 giugno 2014  |         |
| 10 | Pensavo fossi l'eroe! 「ヒーローなのだろうが!!」 - Hīrō na no darou ga!!                                                                                               | 13 giugno 2014 |         |
| 11 | Il sangue ha il sapore del ferro 「血は鉄の味がする」 - Chi wa tetsu no aji ga suru                                                                                    | 20 giugno 2014 |         |

## Accoglienza

### Manga
Nel 2021 il manga è stato candidato agli Eisner Award nella categoria Miglior edizione statunitense di opere straniere – Asia.

#### Critica
Rose Bridges di Anime News Network ha elogiato le due edizioni omnibus del manga, in particolare i suoi personaggi e la sua storia assegnandogli una A, e ha affermato: "La vera storia riguarda il rapporto tra Smile e Peco. Quest'ultimo alla fine diventa il catalizzatore che dà inizio al loro futuro, e capire quella relazione è la chiave per capire il finale del manga, che potrebbe venire fuori dal nulla se non si presta molta attenzione. È ancora di più la storia di come la sua amicizia con Peco cambia Smile, diventando qualcosa di simile alla sua ancora di salvezza emotiva. Leggendo Ping Pong 25 anni dopo la sua conclusione, è facile vedere dove è stato così influente. La serie ha cambiato il modo in cui è stato creato il manga sportivo, ed è ovvio: così tanti anime sportivi moderni hanno chiaramente Ping Pong nel loro DNA. Se non hai visto o letto Ping Pong, non dirò cosa accade. Il viaggio che fanno e il finale dovrebbero essere entrambi ampiamente assaporati e queste due edizioni omnibus sono il modo perfetto per farlo. Meritatamente uno dei classici del manga sportivo; svolge un ottimo lavoro nel destreggiarsi tra l'emozione i dettagli dello sport e nella creazione di storie e personaggi gratificanti e stratificati; lo stile artistico fluido che si adatta perfettamente a scene di incontri frenetici; premia la lettura attiva e profonda".
Secondo un redattore di Fumettologica, l'autore ha realizzato un fumetto sportivo che si distacca dalle dinamiche e i temi classici per mettere in una scena uno spokon incentrato sul ping pong, realizzando una serie avvincente, sia narrativamente che graficamente. Con questo manga infatti l'autore riesce a raccontare la tenacia e la determinazione dello sportivo come metafora di rivalsa e affermazione di sé, finendo per accentuare i tratti esistenzialistici della storia. Davide Landi di MangaForever sottolinea che il modo in cui i personaggi giocano a ping pong è una manifestazione esterna del loro carattere piuttosto che un semplice stile.

### Anime
Nel 2015 l'anime ha ricevuto il Gran Premio per l'Anime of the Year - Television al Tokyo Anime Awards Festival. La serie anime ha fatto inoltre parte delle selezioni della giura del 18° Japan Media Arts Festival nella categoria Animation.
Nel novembre 2019 Polygon ha menzionato Ping Pong come uno dei migliori anime degli anni 2010 e Crunchyroll lo ha inserito nella "Top 25 dei migliori anime degli anni 2010". IGN lo ha inserito a sua volta nella lista delle migliori serie anime degli anni 2010.

#### Critica
Nick Creamer di Anime News Network ha elogiato l'adattamento e lo ha considerato un ottimo anime con un eccellente design e sviluppo dei personaggi, oltre a una magnifica colonna sonora con un'animazione e una storia eccezionali. Lo descrive così: "La serie trova solo il tempo per tutto questo sviluppo dei personaggi poiché nessuna scena viene sprecata. Questo non significa che la serie sembri affrettata - significa semplicemente che ogni frase ci dice qualcosa su un personaggio e ogni confronto tra due giocatori cambia qualcosa in entrambi. I personaggi di Ping Pong si preoccupano di vincere, ma la serie stessa si eleva per fare punti oltre il campo di battaglia. Il fallimento è effettivamente necessario e benvenuto in Ping Pong, poiché è attraverso il fallimento che cresciamo e diventiamo più di quello che eravamo. La musica e il sound design della serie non sono solo belli, sono indispensabili; sono una parte fondamentale dell'insieme estetico della serie, inclusa la vivace sigla d'apertura e la contemplativa di chiusura. Nel complesso, Ping Pong è un trionfo dell'arte e tesoro della narrazione. È una di quelle serie che consiglierei per dimostrare davvero di cosa sono capaci gli anime, eppure è abbastanza leggero e coinvolgente da essere apprezzato da quasi tutti. Altamente raccomandato a tutti i fan degli anime come forma d'arte, o semplicemente ai fan delle belle storie raccontate bene. Narrazione toccante, design artistico creativo, direzione propulsiva e sound design risonante si uniscono in un pacchetto brillante e imperdibile".
Nicoletta Christina Browne di THEM Anime Reviews gli ha assegnato una valutazione di 5 su 5 e descrive l'anime come non il più bello rispetto ad altri diretti da Masaaki Yuasa come Kaiba, ma la serie si distingue per il suo meraviglioso sviluppo e narrazione. Anche Andy Hanley di UK Anime Network lo ha recensito in modo positivo assegnandogli un voto di 9 su 10, argomentando che "la sua grafica non piacerà a tutti, ma la sua storia e la gestione dei suoi personaggi sono quasi impeccabili, risultando in un pacchetto avvincente che vivrà a lungo nella memoria. Meno divisivo sarà il resto della presentazione di Ping Pong: la sua colonna sonora è assolutamente superba e si adatta perfettamente alla serie e ognuno dei doppiatori fa un buon lavoro nel rappresentare i rispettivi personaggi in un modo che non è mai sopravvalutato e ancora una volta si inserisce bene in tutto ciò che la serie cerca di ottenere. È grazie all'interpretazione di Yuasa sia della storia che del modo in cui viene presentata che questa serie è più di un semplice anime sportivo: è un esame perfetto per crescere, praticare attività sportive e molto altro ancora. Indipendentemente dall'opinione sul suo stile di animazione, sarà difficile trovare uno studio dei personaggi migliori in altre serie animate.